# Estadens
Estadens – miejscowość i gmina we Francji, w regionie Oksytania, w departamencie Górna Garonna.
Według danych na rok 1990 gminę zamieszkiwało 425 osób, a gęstość zaludnienia wynosiła 24 osoby/km² (wśród 3020 gmin regionu Midi-Pyrénées Estadens plasuje się na 652. miejscu pod względem liczby ludności, natomiast pod względem powierzchni na miejscu 645.).